# Bukwa (district)
Le district de Bukwa est un district de l'est de l'Ouganda, à la frontière avec le Kenya. Sa capitale est Bukwa.

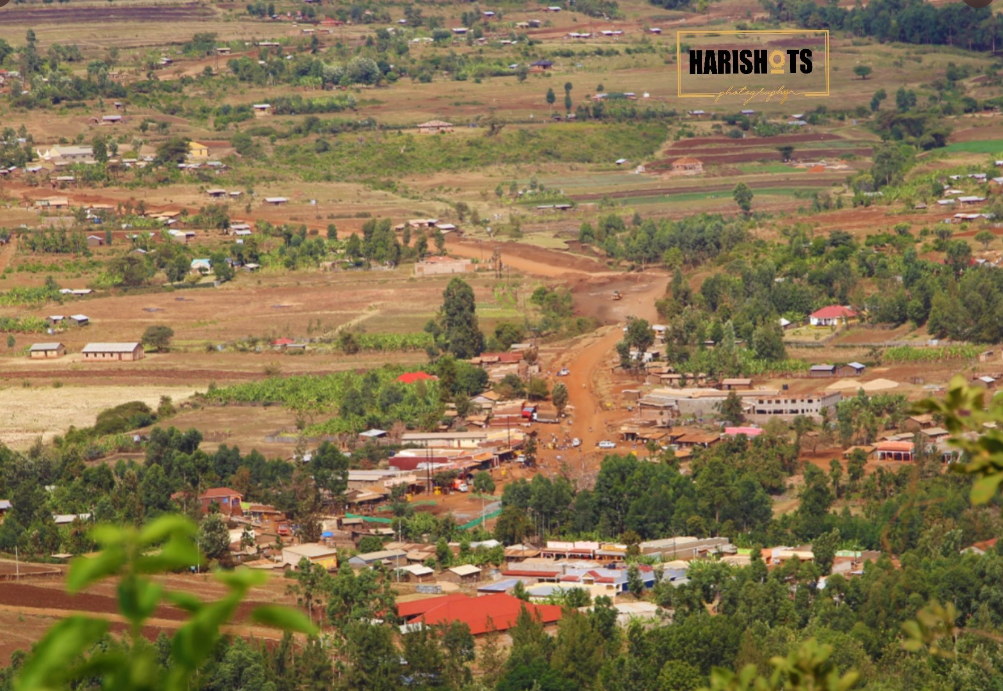
Conseil municipal de Bukwo (marché de Bukwo)

## Histoire
Ce district a été créé en 2005 par séparation de celui de Kapchorwa.